# Tabgha
Tabgha (Arabisch: الطابغة, al-Tabigha; Hebreeuws: עין שבע, En Sheva), ook bekend als Tabkha en Heptapegon, is een gebied aan de noordwestelijke oever van het Meer van Tiberias in Israël. Tot in 1948 was het een Palestijns-Arabisch dorpje.
De naam Tabgha is een vervorming van het Griekse Heptapegon, dat 'plaats van de zeven bronnen' betekent. Van de zeven bronnen die in het Meer van Tiberias uitkwamen bestaan er nog vijf. De plaats staat vooral bekend om het nieuwtestamentische verhaal over Jezus die zijn vijfduizend toehoorders voedde met vijf broden en twee vissen. Op de plaats waar vermoed wordt dat deze gebeurtenis plaatsvond werd in de 5e eeuw door de Byzantijnen de Broodvermenigvuldigingskerk opgericht.
Meer naar het zuiden, aan de oever van het meer, ligt de kleine Petruskerk van bazaltsteen met "Mensa Christi" (Lat. Tafel van Christus). Franciscanen hebben het gebouwd boven een platte rots die Jezus Christus na zijn opwekking gebruikt zou hebben als tafel om met zijn leerlingen een brood- en vismaaltijd te gebruiken en waar hij Petrus na zijn verraad zou hebben gerehabiliteerd (Joh.21:1-17).

## 1948
Op 4 mei 1948 – vlak voor het uitbreken van de Arabisch-Israëlische Oorlog van 1948 – werd het Palestijns-Arabische plaatsje Tabigha door het 1e bataljon van Palmach met ondersteuning van de Alexandroni-brigade en eenheden van de Hagana aangevallen in het kader van Operatie Bezem (Mivtza Matate). Alle inwoners werden in opdracht van de bevelvoerder Yigal Allon verdreven en hun huizen en tenten werden verwoest.

## Galerij

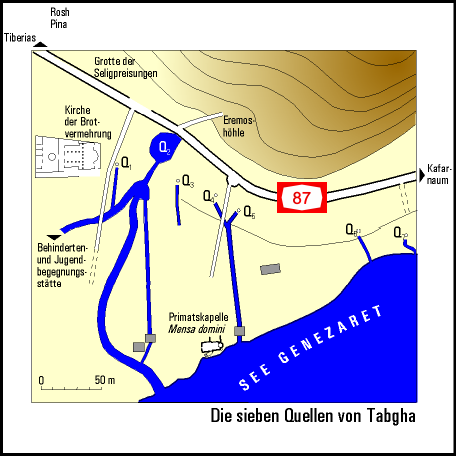
Kaart van Tabgha met de zeven bronnen en de kerk.
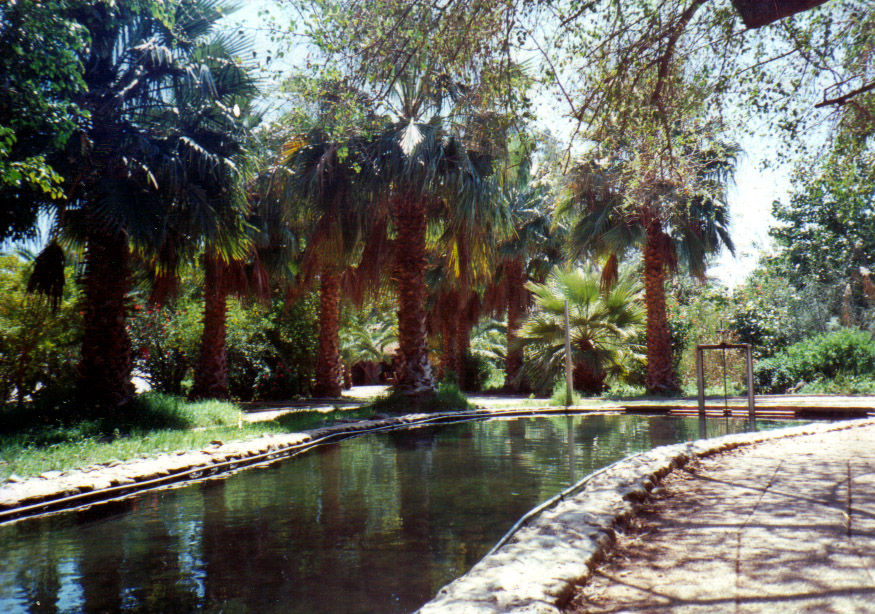
Zoutwaterbron bij Tabgha.
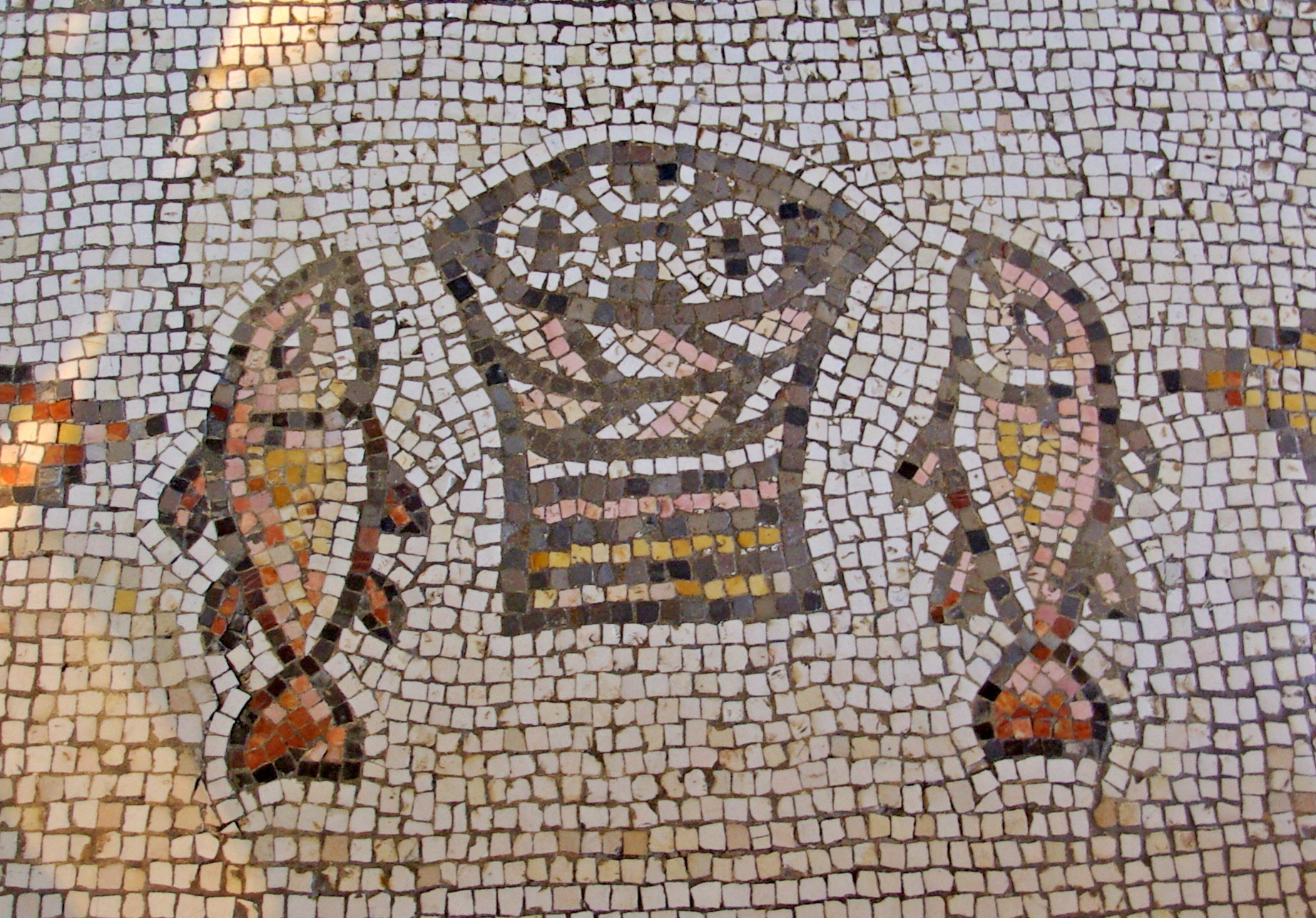
Mozaïek van brood en vissen in de Broodvermenigvuldigingskerk.
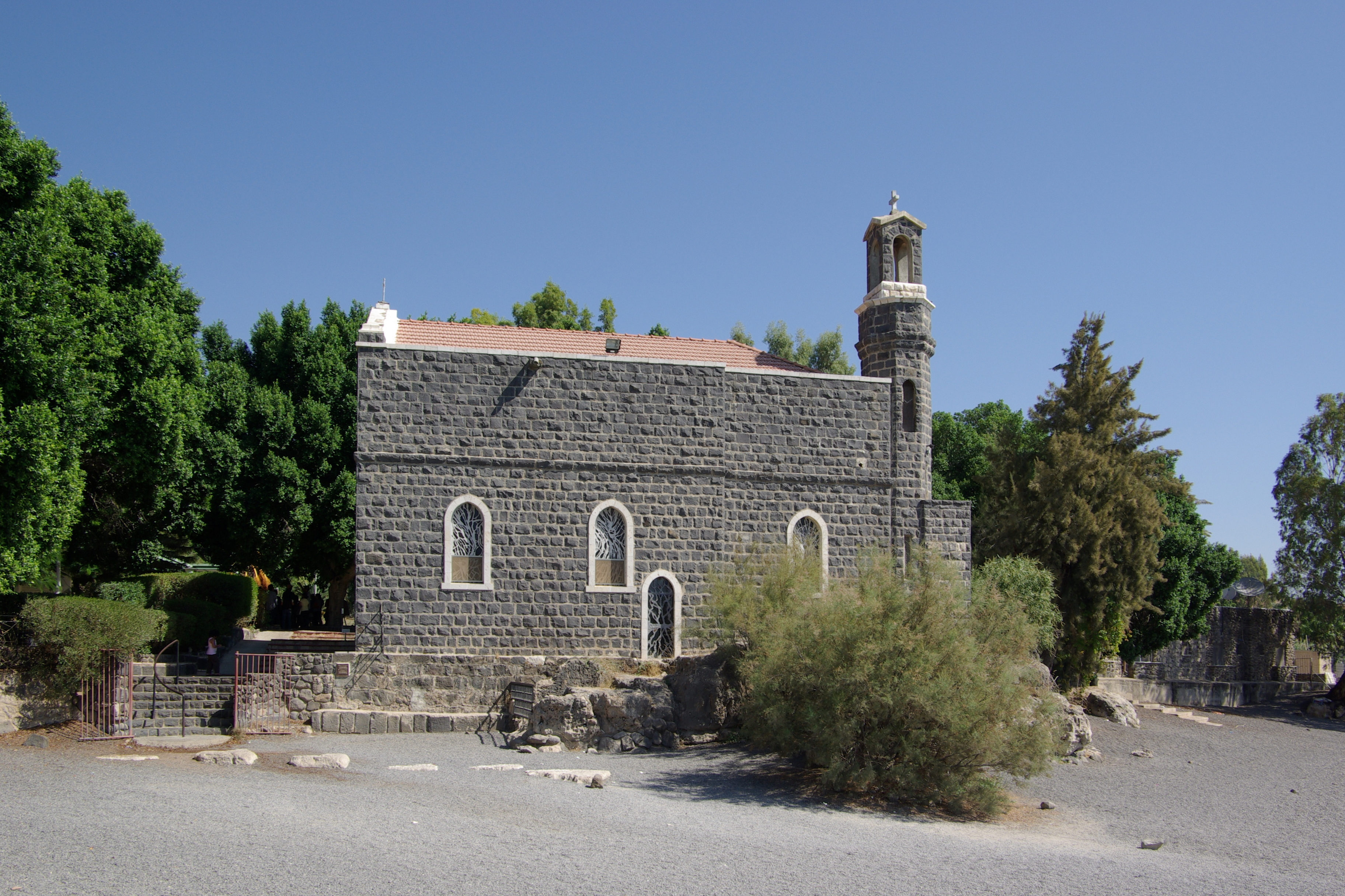
Church of the Primacy of St. Peter.